# Ведмедиця жовта
Ведмедиця жовта (Arctia flavia) — вид метеликів підродини ведмедиць (Arctiinae) родини еребід (Erebidae).

## Поширення
Вид поширений в Альпах, на Балканах (гори Рила), Східній Європі та Північній Азії на схід до Кореї. Присутній у фауні України.

## Опис
Розмах крил 50-70 мм. Передні крила темного кольору з характерним малюнком із кількох білих вузьких смуг. Задні крила яскраво-жовтого кольору, з двома або трьома чорними плямами різного розміру в центрі та зовнішнього краю. Одне дуже маленьке. Голова та груди чорного кольору. Патагії з червоними та жовтими облямівками. Черевце жовто-червоного кольору. Кінець черевця та поздовжня широка смуга чорного кольору.

## Спосіб життя
Метелики літають у липні-серпні. Личинки живляться листям різних рослин.